# Felipe Contepomi
Felipe Contepomi (Buenos Aires, 20 agosto 1977) è un ex rugbista a 15 e medico argentino, capace di giocare nei ruoli di mediano d'apertura, tre quarti centro ed estremo; al momento del ritiro, nel 2014, era il miglior marcatore internazionale del suo Paese con 651 punti nonché il recordman di presenze con 87. Dal 2018 ricopre il ruolo di tecnico dei tre quarti del Leinster.

## Biografia
Felipe Contepomi, nativo di Buenos Aires, è cresciuto in una famiglia numerosa: sette fratelli (uno dei quali, Manuel, suo gemello e rugbista professionista anch'egli), cui nel 1987 se ne aggiunsero altri quattro adottivi, rimasti orfani dopo avere perso i genitori in un incidente aereo.
Iniziò la pratica rugbistica nel Newman Club insieme al gemello Manuel, che Felipe sostenne essere il più completo dei due, salvo vedersi limitato nel prosieguo di carriera dai numerosi infortuni; al riguardo, disse anche che un altro fratello, Juan Paulo, terza linea centro, in seguito ordinato sacerdote, era secondo lui il miglior rugbista di famiglia.
Il padre dei fratelli Contepomi all'epoca esercitava la professione di chirurgo ortopedico a Buenos Aires e in gioventù era stato anch'egli rugbista dilettante.
Intrapresi a sua volta gli studi di medicina e chirurgia, Felipe Contepomi fece il suo ingresso nel rugby professionistico nel 2000, quando fu ingaggiato dalla squadra inglese del Bristol, che gli offrì, per convincerlo ad accettare il trasferimento in Inghilterra, la possibilità di continuare gli studi nella locale università; al Bristol rimase tre stagioni e, a seguito della retrocessione del club nel 2003, si trasferì nella franchise irlandese del Leinster, di base a Dublino; lì continuò gli studi di specializzazione medica.
Con il suo nuovo club giunse una prima volta secondo in Celtic League nel 2006, per poi vincere la Lega due anni dopo, nel 2008; dopo ripetuti tentativi (una semifinale e due turni di quarti di finale persi) diede un importante contributo alla conquista della Heineken Cup 2008-09, la prima della storia del Leinster: non poté tuttavia disputare la finale, a causa di un infortunio al ginocchio occorsogli subito dopo aver marcato un drop nell'incontro di semifinale con il Munster; all'epoca della vittoria del titolo continentale, Contepomi aveva già comunicato la sua intenzione di lasciare il club e di trasferirsi.
Qualche giorno prima, infatti, aveva sottoscritto, a partire dalla stagione 2009-10, un contratto con i francesi del Tolone.
Benché avesse ancora un anno di contratto, fino al 2012, nel maggio 2011 si liberò dall'ingaggio e firmò un contratto per lo Stade français, attribuendo la sua uscita dal club mediterraneo all'instabilità societaria dovuta al carattere del suo presidente e al tipo di gioco che non lo soddisfaceva.
Dopo soli 8 incontri di campionato con la squadra parigina, tuttavia, a maggio 2013 Contepomi tornò al Club Newman, la sua squadra d'origine, club con cui terminò la carriera nel 2014.
In Nazionale Contepomi esordì il 10 ottobre 1998 a Santiago, in un incontro del Sudamericano contro il Cile; prese parte a tre edizioni consecutive della Coppa del Mondo, dal 1999 al 2007, riuscendo, in quest'ultima, a portare l'Argentina al terzo posto assoluto della competizione; a seguito delle sue performance di Coppa fu nominato nella rosa di candidati al premio di miglior giocatore IRB dell'anno 2007, vinto poi dal sudafricano Bryan Habana; rispetto a tale riconoscimento, il suo connazionale Agustín Pichot, già compagno di squadra ai tempi del Bristol, aveva detto un anno prima che «Contepomi, secondo me, è meglio di Dan Carter» (il vincitore dell'edizione 2005 del premio), aggiungendo «sarei curioso di vedere Felipe all'opera con la maglia numero 10 degli All Blacks … Carter è indubbiamente un giocatore dotato e talentuoso, ma ritengo che Felipe sia attualmente la migliore apertura al mondo».
All'attivo di Contepomi anche una convocazione nei Barbarians, il 28 maggio 2003, contro la Scozia a Murrayfield.
Il 31 maggio 2007 Contepomi ricevette dal Royal College Surgeon in Ireland di Dublino il dottorato in chirurgia, disciplina che iniziò a esercitare subito dopo, al Beaumont Hospital della capitale irlandese.
Contepomi ha una figlia, Catalina, avuta dalla sua compagna Paula; la bambina è nata a Dublino nella mattinata del 22 gennaio 2006, poche ore prima che suo padre marcasse 22 punti nell'incontro di Celtic League vinto per 62-14 contro i Borders.

## Palmarès

### Giocatore
- Campionati sudamericani: 1
Argentina: 1998
- Celtic League: 1
Leinster: 2007-08
- Heineken Cup: 1
Leinster: 2008-09

### Allenatore
- Pro14: 2
Leinster: 2018-19, 2019-20